# Praski Vitti
Praski Vitti (em russo:  Праски Витти, Algazino, 17 de setembro de 1936) é um pintor e muralista russo de orígem chuváche.

## Vida
Nascido em 1936 na aldeia de Algazino, estuda na Esola artistica de Cheboksary e, em seguida, na Escola Superior de Artes e Industrias de Leningrad. Em 1987 volta à sua cidadezinha.
Ilustrou os livros de poesia de Konstantin Vasil'evič Ivanov e de Andrei Voznesensky. É autor de inúmeras pinturas murales em Cazã, Izhevsk, Krasnokamsk, Kuybyshev, Kungur, Novotcheboksarsk, Perm, Syzran, Tcheboksary, e Togliatti.

## Honrarias
Ordem da Amizade — Moscovo, 2012
Artista Honrado da República Socialista Federativa Soviética Russa
 Prêmio do presidente da Federação Russa